# Chapelle-des-Bois
Chapelle-des-Bois là một xã trong vùng hành chính Franche-Comté, thuộc tỉnh Doubs, quận Pontarlier, tổng Mouthe. Tọa độ địa lý của xã là 46° 35' vĩ độ bắc, 06° 06' kinh độ đông. Chapelle-des-Bois nằm trên độ cao trung bình là 1085 mét trên mặt nước biển, có điểm thấp nhất là 1006 mét và điểm cao nhất là 1371 mét. Xã có diện tích 39.69 km², dân số vào thời điểm 2004 là 258 người; mật độ dân số là 7 người/km².

## Thông tin nhân khẩu
| 1962 | 1968 | 1975 | 1982 | 1990 | 1999 |
| ---- | ---- | ---- | ---- | ---- | ---- |
| 174  | 179  | 165  | 217  | 202  | 244  |

## Địa điểm tham quan
Nhà thờ từ thế kỉ thứ 17.